# Ponte Visconteo

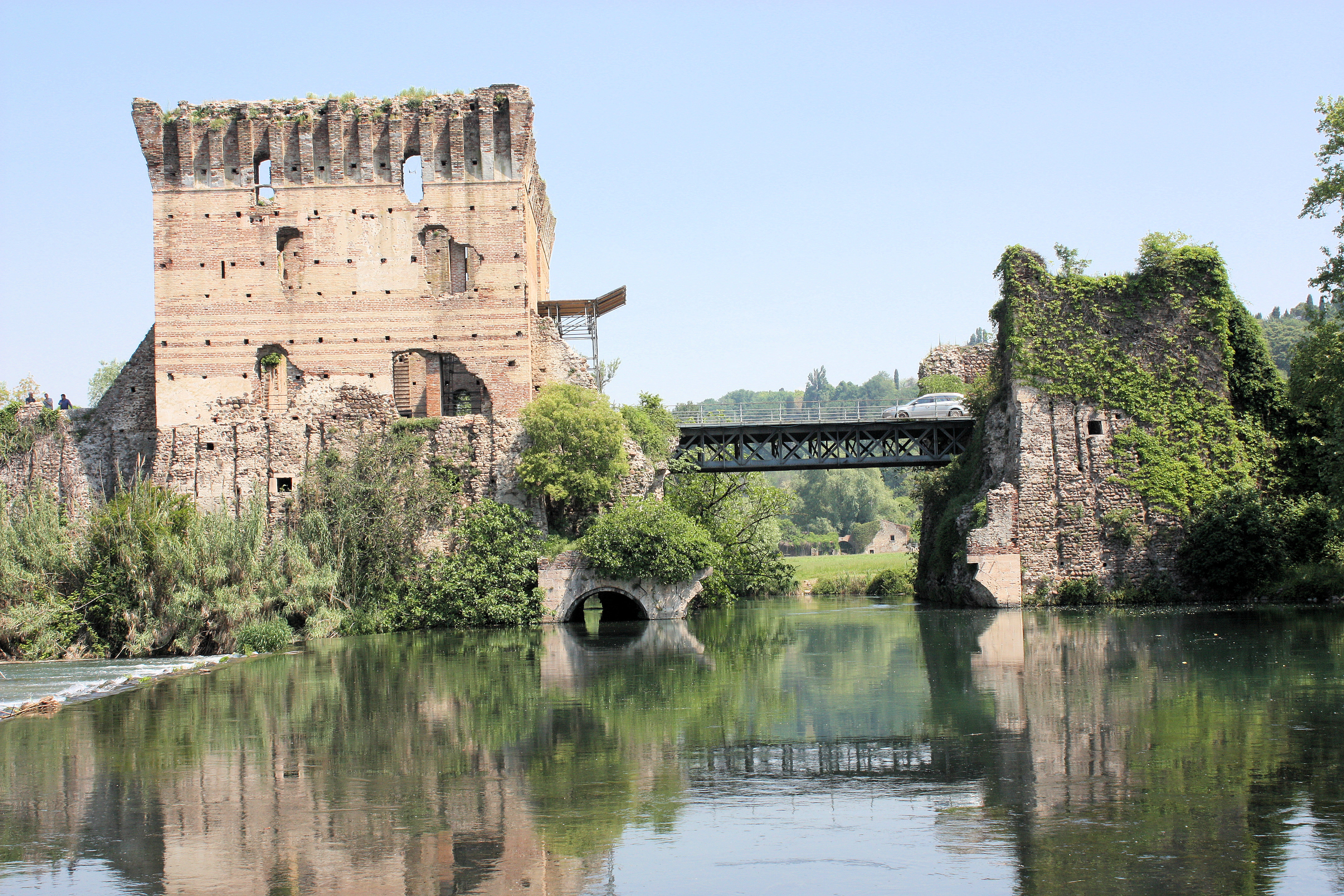
Ponte Visconteo (centraal deel) in Valeggio sul Mincio in Italië

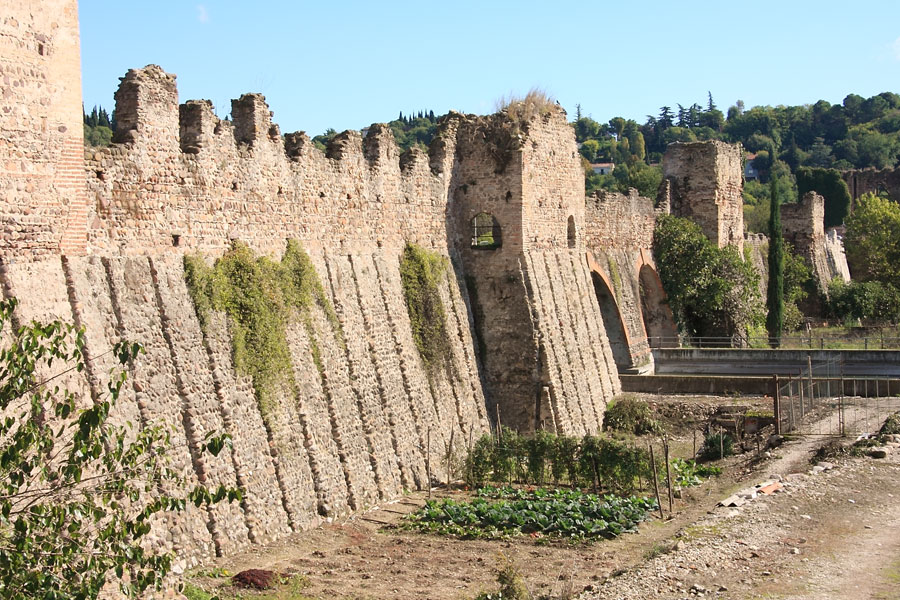
Zijmuren, de muren van de voormalige dam

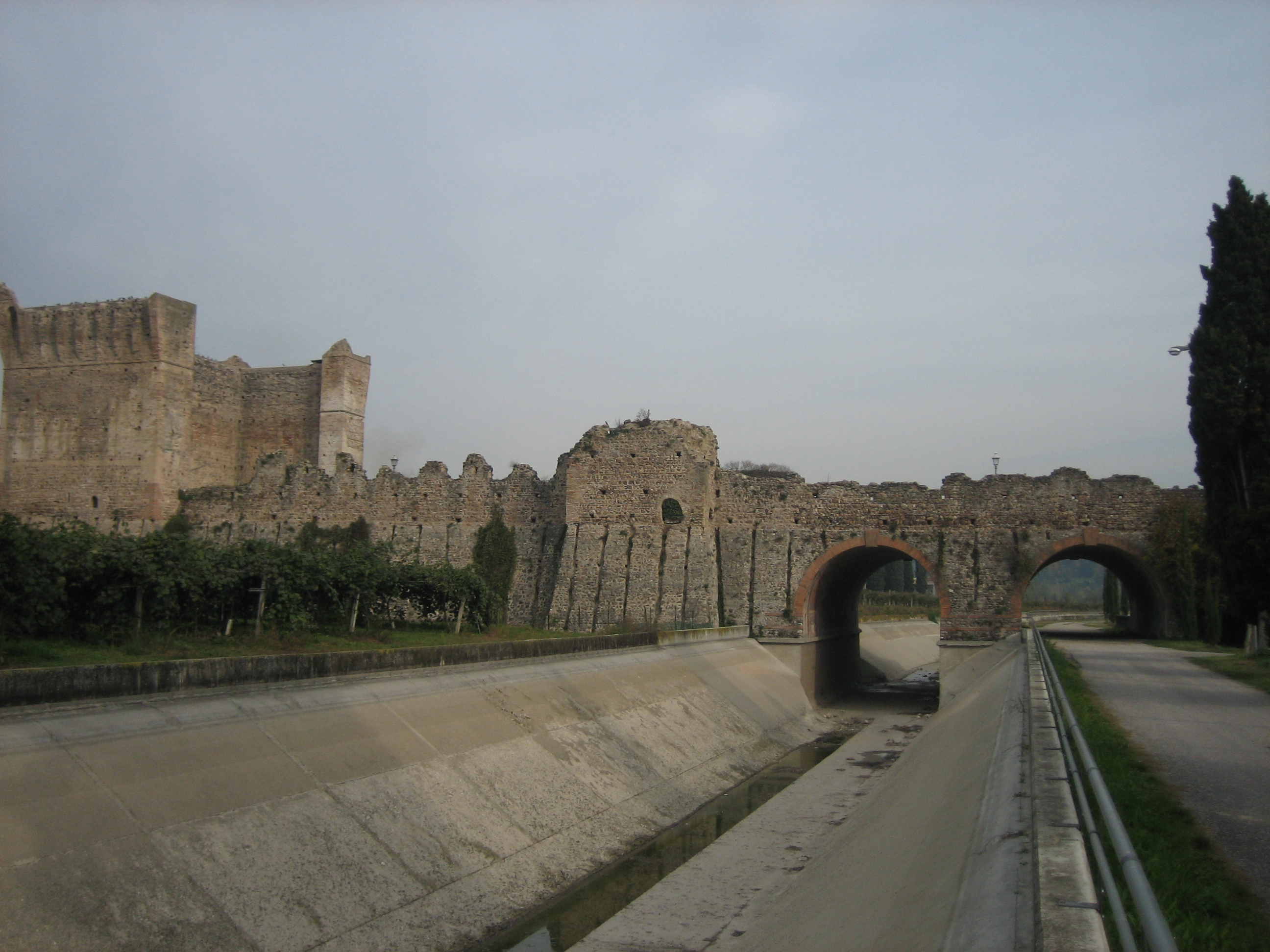
Benedenzicht

De Ponte Visconteo is een brug over de rivier Mincio in de Noord-Italiaanse gemeente Valeggio sul Mincio. Valeggio ligt in de provincie Verona en de Ponte Visconteo bevindt zich vlak naast het dorp Borghetto. Het is een middeleeuws bouwwerk dat dateert van de jaren 1393-1394, ten tijde van het bestuur van Gian Galeazzo Visconti, heer van Milaan. Deze heerste over de stadstaat Verona na de val van het Huis della Scala.
Oorspronkelijk was het bouwwerk niet als brug gebouwd maar als dam op de rivier Mincio. Hiervan getuigen de zware muren met twee versterkte torens in het midden van de vallei. De lengte bedraagt 650 m en de breedte zowat 20 m. Het steekt 8 m boven de rivier uit.

## Naam
De bouwheer was een telg van het Huis Visconti. Vandaar de naam van de brug ‘visconteo’. Soms voegt men de naam van de rivier Mincio toe, om het onderscheid te maken met andere bruggen die de Visconti’s lieten bouwen.

## Historiek

### Dam met militaire doeleinden
Gian Galeazzo Visconti uit Milaan heerste over een groot stuk van Noord-Italië. Zijn vijand de stadstaat Mantua gaf niet toe aan zijn expansiedrift. Visconti vatte daarom het plan op om Mantua “droog te leggen” door de rivier Mincio af te leiden en een andere bedding te geven. De Mincio stroomt uit het Gardameer naar de Po; de monding van de Mincio ligt nabij Mantua. De Mincio was de enige bevaarbare rivier om vanuit de Adriatische Zee met een vloot tot in het Gardameer te geraken. Door de Mincio af te dammen zouden de Visconti’s nog andere voordelen halen: 1° De Venetiaanse vloot kon het Gardameer niet meer binnen waar de Visconti’s heersten. De Venetianen moesten daarom hun galeien over het land trekken; dit noemden zij in het Latijn galeas per montes ten tijde van oorlog in het Gardameer. 2° Het water van de Mincio kon wegstromen naar Villafranca en naar Nogarole Rocca als natuurlijke verdedigingsgordel tegen het zuidelijke Mantua. Om deze watervlakte te verkrijgen moest er wel een berg weggehakt worden in de buurt van Valeggio (dit laatste gebeurde niet wegens de dood van Visconti in 1402).
Domenico di Benintendi uit Florence was een befaamd militair ingenieur; hij tekende de plannen, deed de hydraulische berekeningen en bouwde de dam in opdracht van Visconti. Zware muren hielden het rivierwater tegen; een volledige afsluiting zou kunnen wanneer de vier resterende luiken zouden dichtgegooid worden. Het megalomane project kostte Visconti honderdduizend gouden florijnen. Andere heersers in Noord-Italië vonden de dam “waanzin”. In 1393 werd er zelfs een congres georganiseerd in Ferrara. Visconti ontmoette er de heersers van Firenze en Mantua. Het juridisch dispuut sleepte een jaar aan, want Mantua vond dat Visconti een eerder vredesverdrag schond. De Florentijnen vonden dat het oude vredesverdrag gerespecteerd werd nadat ze van Visconti de garantie kregen dat hun troepen langs een andere brug, de Borgoforte-brug vrije doorgang hadden. Door de dood van Visconti in 1402 werd een groter plan waar de Ponte Visconteo deel uitmaakte, stop gezet. Door Verona’s overgave aan de republiek Venetië (1405) werd de constructie op de Mincio gelaten zoals ze was, op bevel van de doge van Venetië. De hele 15e eeuw stonden de muren intact in de vallei van de Minciorivier. De Mincio werd nooit volledig afgesloten. Ook tijdens de Mantuaanse successieoorlog in de 17e eeuw bleven de muren intact.

### Van dam naar brug
Tijdens de Spaanse Successieoorlog liet Eugenius van Savoye, aanvoerder van de keizerlijke troepen, een deel van de muren dynamiteren. Hij verbreedde het bovendek om meer verkeer toe te laten. In latere oorlogen werd de centrale brug tussen de twee torens opgeblazen.
In de 20e eeuw werd de hele constructie een brug. Een brug over verschillende delen beneden, waarbij een metalen brug het centrale deel overspant. Het fascistisch regime in Italië liet het Canale Virgilio graven. De Ponte Visconteo overspande het nieuwe kanaal. De republiek Italië liet de Ponte Visconteo een weg overspannen, een fietspad en een tweede gegraven kanaal, het Canale diversivo Mincio.
In de 21e eeuw werd de Ponte Visconteo de plek van een jaarlijks festival in de maand juni: de Festa del Nodo d’Amoro. Meer dan tweeduizend mensen tafelen dan op de brug om streekproducten te promoten.